# Sandra Schmirler
Sandra Marie Schmirler, SOM (* 11. Juni 1963 in Biggar, Saskatchewan; † 2. März 2000 in Regina) war eine kanadische Curlerin. Sie war Olympiasiegerin und dreifache Weltmeisterin. Bis zu ihrer Scheidung hieß sie Sandra Peterson und nahm dann wieder ihren Geburtsnamen an.
Schmirler erlernte das Curlingspiel an der High School. Ihr erster bedeutender Erfolg war 1991 der Gewinn der Provinzmeisterschaft von Saskatchewan, in der Position des Skip. 1993 gewann sie mit ihrem in Regina beheimateten Team die kanadische Landesmeisterschaft und qualifizierte sich für die Weltmeisterschaft in Genf, wo sie die Goldmedaille gewann. Diesen Erfolg wiederholte sie 1994 in Oberstdorf und 1997 in Bern.
Ihr größter Erfolg war der Gewinn der Goldmedaille bei den Olympischen Winterspielen 1998 in Nagano. Im Halbfinale hatte sich ihr Team erst nach Verlängerung gegen Schottland durchgesetzt und bezwang im Finale die überraschenden Däninnen um Skip Helena Blach Lavrsen mit 7:5.
Ein Jahr nach ihrem Olympiasieg wurde bei Schmirler Brustkrebs diagnostiziert und sie starb wenige Monate später. Bei ihrem Begräbnis waren über 15.000 Trauernde anwesend. Sie erhielt postum den Saskatchewan Order of Merit, den Verdienstorden der Provinz.